# Alain Kiyindou
Alain Kiyindou est un chercheur en communication, professeur en sciences de l'information et de la communication (SIC) à l'université Bordeaux-Montaigne. Il donne aussi des cours à L'IUT Bordeaux-Montaigne pour la filière Information-Communication option Communication des organisations. Il est également président d'honneur de la Société française des sciences de l’information et de la communication.

## Biographie
Originaire du Congo-Brazzaville, Alain Kiyindou a étudié et vécu également en Côte d'Ivoire où il a participé à l’éclosion de la presse indépendante en créant le journal Le Défi. Après son passage en Côte d'Ivoire, il part poursuivre ses études en France. En 2010, il se rattache au MICA (Département Médias, Information et Communication et Arts) de l’université Bordeaux-Montaigne. Spécialiste des TIC dans les pays en développement, Alain Kiyindou a participé à la rédaction du rapport sur l'état du numérique en Francophonie, du glossaire sur le numérique et la diversité culturelle ainsi que du glossaire sur la société de l'information.

## Thèmes de recherches
- Médias africains
- Technologies de l'information et de la communication et développement
- Inégalité d’accès aux technologies de l’information et de la communication
- TIC et diversité culturelle

## Responsabilités scientifiques et collectives
- Président de la Société française des sciences de l’information et de la communication
- Directeur de publication de la revue Les cahiers de la SFSIC
- Président du Prix jeune chercheur francophone en SIC
- Expert permanent à la Commission française pour l’Unesco[5]

- Responsable de la chaire Unesco Pratiques émergentes des technologies de l’information et de la communication pour le développement[6]

## Publications
- Objets connectés et développement intelligent, L’Harmattan, 2018 (Co-dir.).
- Terminaux et environnements mobiles dans l'espace francophone, L'Harmattan, 2016 (Co-dir.).
- Les Sciences de l'information et de la communication. Par delà les frontières, L'Harmattan, 2016.
- L'éducation aux médias à l'ère du numérique, L'Harmattan, 2015 (Co-dir.).
- Technologies de l’information et de la communication. Enjeux et usages pour le développement, Hermes Lavoisier, 2010.
- Le partage des savoirs, numéro thématique de la revue Distance et savoirs, 2010 (dir.)
- Fractures,  fragmentations et mutation. de la diversité des cultures numériques,  Hermes Lavoisier, 2009 (dir.).
- La société de l’information face aux pays en développement, L’Harmattan, 2009.
- Communication et dynamiques de globalisations culturelle, L’Harmattan, 2009.
- Les cahiers du numérique (coordination du numéro thématique « Fracture numérique et justice sociale », Hermes Lavoisier, 2009.
- Communication pour le développement, logiques et pratiques au Congo, EME, Bruxelles, 2008 (dir.).
- La liberté d’expression face à l’évolution économique libérale, en codirection avec Michel Mathien, Bruylant, 2007.
- Information et milieu rural au Congo, le cas des régions du Pool et des Plateaux, Septentrion Presses Universitaires, Lille 1999.